# Свинья под Дубом
«Свинья под дубом» — басня И. А. Крылова, написанная в 1823 году, но напечатанная впервые в 1825 в пятом номере политической газеты «Северная пчела». Басня стала основой идиомы о людях, проявляющих невежество и неблагодарность. Фабула басни построена на невежественных действиях свиньи, которая подкапывает корни дуба, с которого же поедает жёлуди.

## Значение
Значение басни заключено в последнем четверостишии басни:

Невежда также в ослепленье / Бранит науки и ученья, / И все учёные труды, / Не чувствуя, что он вкушает их плоды.
Поведением свиньи и последней репликой дуба автор противопоставляет невежество и мудрость, узость мышления и широкий кругозор.
«Мораль басни Крылова „Свинья под дубом“… многозначна, она может быть применена и к достаточно приземлённой, бытовой ситуации (неблагодарность), и к более обобщённым картинам действительности, к вопросам образования и отношения к нему тех, кто не отличается высоким уровнем образованности».
«В качестве наиболее характерных басен на тему пользы просвещения и против злоупотребления просвещением приводятся „Червонец“ и „Свинья под дубом“».

## Критика
В. Г. Белинский отнёс басню «Свинья под дубом» к разряду лучших произведений И. А. Крылова, «сатиристических и поэтических».
И. З. Серман отмечает, что в произведениях Крылова всё происходит в действии. Очевидность драматизации «строится на быстром обмене репликами, где диалогическая форма почти исключает участие автора в развитии сюжета, оставляя ему экспозицию или заключение». В. И. Коровин отмечает «глубоко народный» язык автора, «пронизанный устойчивыми образами, воплощающий то самое единство „эстетического и логического начал“, о котором пишут многие исследователи крыловского творчества»..
Современные исследователи творчества Крылова А. А. Андреева и Е. Л. Мерабова подчёркивают, что в данной басне «в полной мере воплотились все особенности „крыловской версии“ басенного жанра: динамичность, живость повествования, тонкие психологические характеристики персонажей, вскрытие причин и следствий явлений, устранение рассказчика, точное отражение повадок животных и их реальных отношений друг с другом и с человеком, драматичность построения, констатация человеческих пороков вместо прямого морализаторства».
Е. В. Огольцева указывает, что слово «свинья» аллегорически соединяют с исключительно порочными вещами: тучностью («жирный, как свинья»), грязью («грязный, как свинья»), отсутствие воспитания («вести себя, как свинья»), невоздержанность в еде и алкоголе (нажраться, как свинья). Она делает вывод, что басня «Свинья под дубом» — «классическая иллюстрация не только невежества и недальновидности, но и человеческой неблагодарности».

## Архитектура
- Памятник И. А. Крылову в городе Тверь. В ансамбль памятного комплекса входят горельефы с изображением сюжетов басен, в том числе басни «Свинья под дубом». Над памятником работали скульпторы: Сергей Шапошников, Дмитрий Горлов и Николай Донских. Точный адрес: г. Тверь, наб. Реки Тьмаки, д. 31.
- Памятник И. А. Крылову на Патриарших прудах в Москве. Вблизи статуи расположены скульптурная композиция посвящена персонажам двенадцати известных басен, включая басню «Свинья под дубом». Точный адрес: г. Москва, ул. Малая Бронная, 34, сквер.
- Памятник И. А. Крылову в Летнем саду в Санкт-Петербурге. Пьедестал трёхметровой скульптуры украшен бронзовыми фигурами из басен, в том числе свиньёй с дубом. Скульптор П. К. Клодт. Точный адрес: г. Санкт-Петербург, Набережная Кутузова, Летний сад.